# Duval Street
Duval Street ist eine Einkaufsstraße und zugleich ein Stadtviertel (neighborhood) im Zentrum von Key West auf der Insel Key West in den Florida Keys, die von der Nord- bis zur Südküste der Insel reicht. Der Stadtteil umfasst die Duval Street auf beiden Straßenseiten sowie das Nordende der Front Street mit der Wall Street, dem Mallory Square und dem Hafen von Key West.
In der Duval Street befinden sich einige der bekanntesten Restaurants und Bars von Key West, darunter Sloppy Joe’s, das Bull and Whistle, Rick’s Cafe und Irish Kevins bar. Sie ist bekannt nach William Pope Duval, dem ersten Territorial-Gouverneur von Florida.

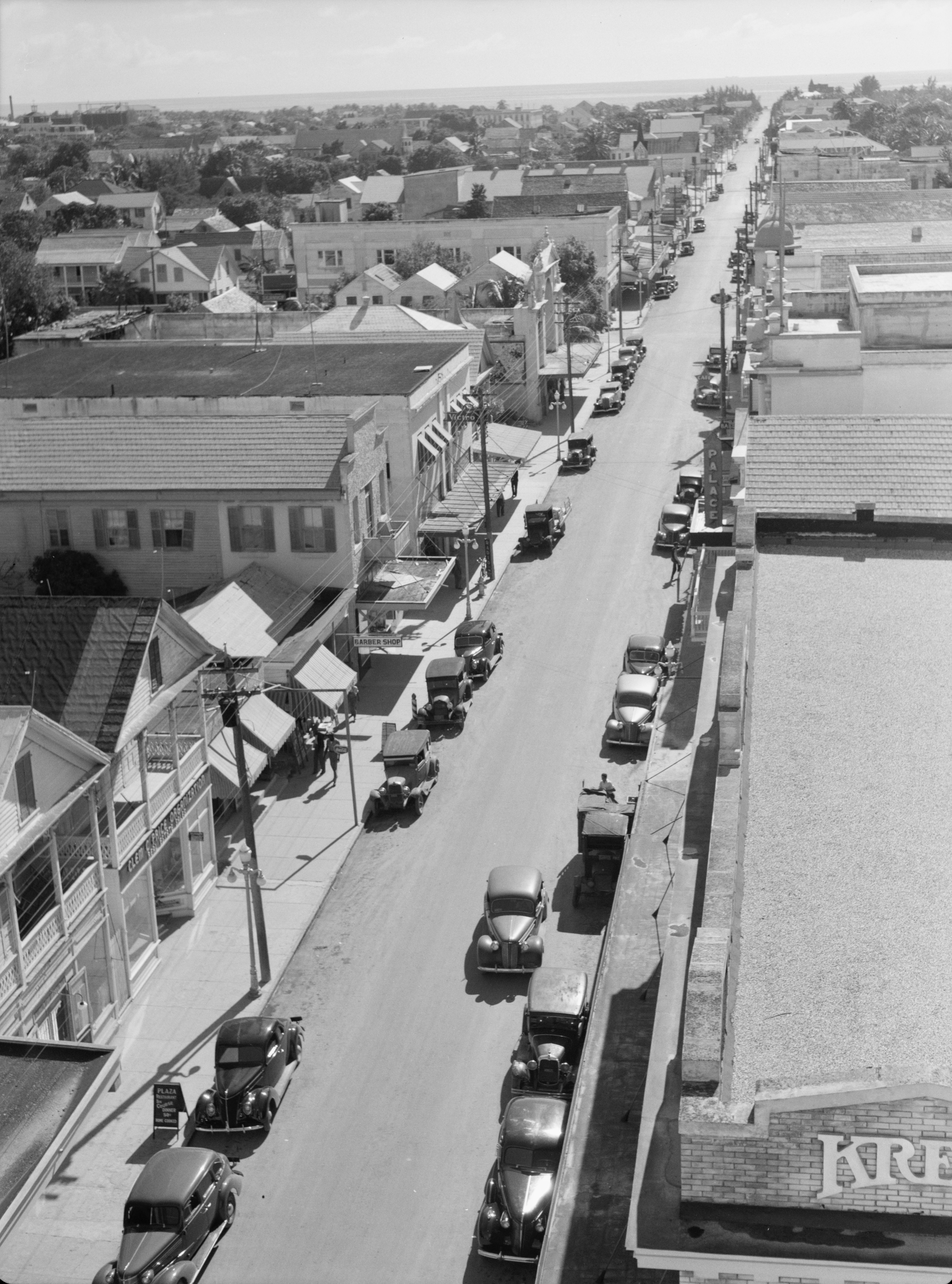
Die Duval Street vom Hotel „La Concha“ in Richtung Atlantik 1938.
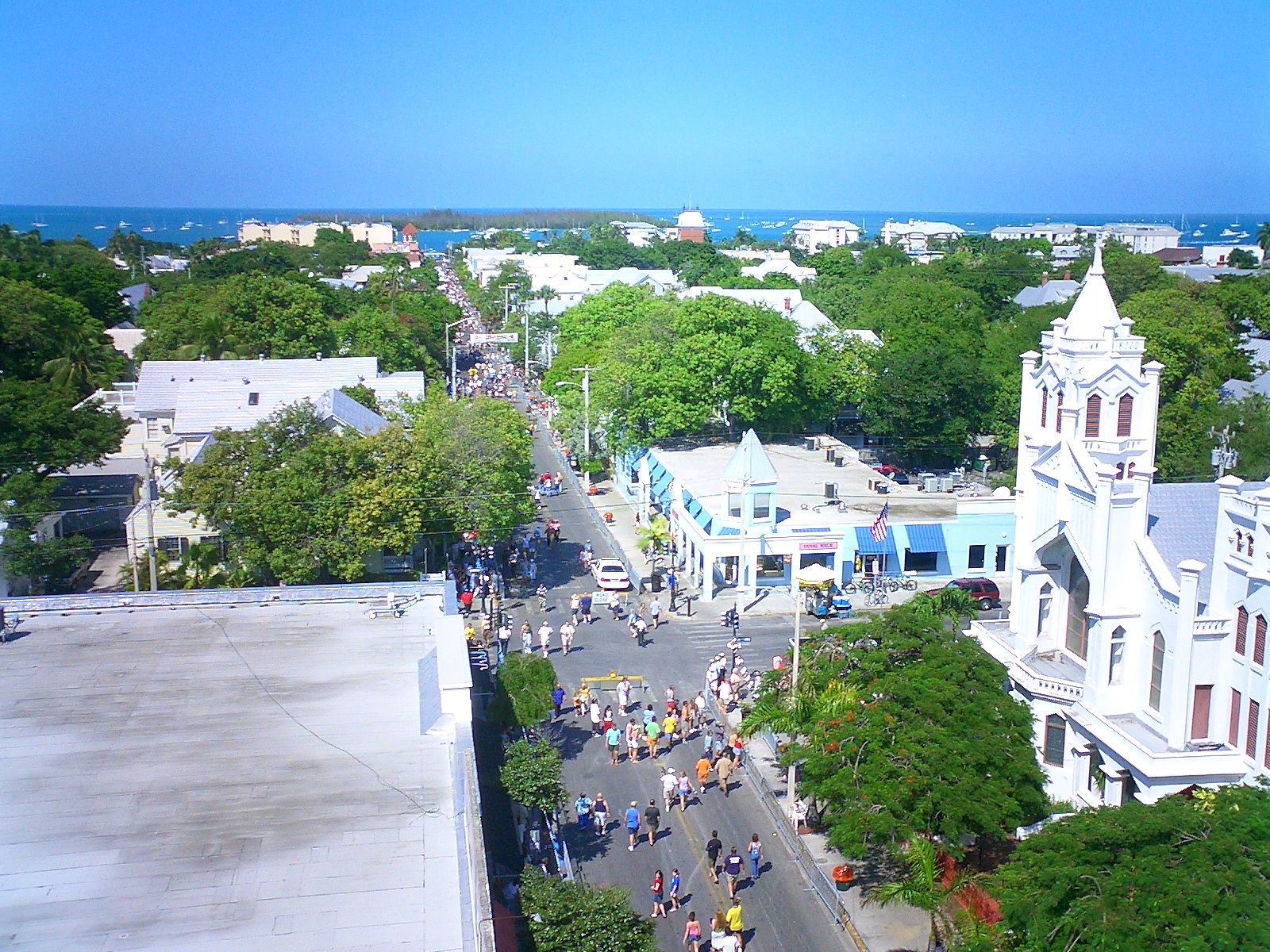
Die Duval Street vom Hotel „La Concha“ in Richtung Golf von Mexiko während des Fantasy Fest 2004.
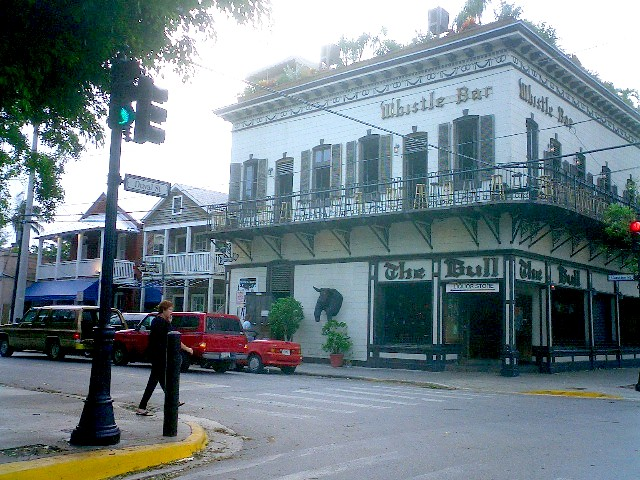
The Bull & Whistle bars, in Old Town Key West.